# 拉乔里
拉乔里（Rajauri），是印度查谟和克什米尔拉朱里縣的一个城镇。总人口20874（2001年）。

## 人口
该地2001年总人口20874人，其中男性12125人，女性8749人；0—6岁人口2547人，其中男1357人，女1190人；识字率76.96%，其中男性为83.08%，女性为68.49%。

### 宗教
拉乔里的宗教分布 (2011)
在 2011 年人口普查中，印度教是拉朱里地区最大的宗教，超过 57% 的人次之。伊斯兰教是第二大宗教，有 37.08% 的信徒。基督教和锡克教分别占人口的 0.51% 和 5.09%。